# باب کورتمن
باب کورتمن (انگلیسی: Bob Kortman؛ ‏ ۲۴ دسامبر ۱۸۸۷ – ۱۳ مارس ۱۹۶۷) بازیگر اهل ایالات متحده آمریکا بود.
از فیلم‌ها یا برنامه‌های تلویزیونی که وی در آن نقش داشته‌است، می‌توان به مزرعه رنگین‌کمان، سوپ اردک، گشت نیمهشب، بیوهانکز، و شوک اشاره کرد.